# Фуад Масум
Мухаммад Фуад Масум Хавраві (араб. محمد فؤاد معصوم هورامي нар. 1938, Кой-Санджак, Ербіль, Королівство Ірак) — іракський і курдський політичний діяч, перший прем'єр-міністр Іракського Курдистану з 4 липня 1992 по 26 квітня 1994 року, сьомий президент Іраку 24 липня 2014 — 2 жовтня 2018 року.

## Біографія

### Молоді роки
Фуад Масум народився в 1938 у місті Кой-Санджак, на схід від Ербіля Королівство Ірак, хоча його родина історично походила з села Хабанін регіону Хавраман поблизу кордону з Іраном. Його батько — шейх Мухаммед Мулла Фуад Масум, був головою вчених Курдистану.
Навчався в релігійних школах. У дитинстві товаришував з Джалалем Талабані. З 16 років брав участь в курдських демонстраціях. Вивчав шаріатське право в Багдадському університеті. У 1958 році, у віці 18 років виїхав до Каїру, Єгипет. Після закінчення Університету аль-Азхар отримав ступінь магістра в галузі ісламських досліджень і доктора філософії, в 1975.

## Кар'єра
У 1962 Масум ступив в Іракську комуністичну партію, але після подорожі в Сирію, де зустрівся з генеральним секретарем Комуністичної партії Сирії Халедом Багдашем, і на тлі його позицій з курдського питання Масум вийшов з партії. У 1964 він приєднався до Демократичної партії Курдистану.
У 1968 став викладачем на факультеті права, педагогічному факультеті та професором університету Басри на півдні Іраку, а також був представником Демократичної партії Курдистану в Басрі.
У 1973 він став представником лідера ДПК Мустафи Барзані в Каїрі. Залишався на цій посаді до 1975 року, після чого, в 1976 в столиці Сирії — Дамаску, разом з Джалалем Талабані заснував Патріотичний союз Курдистану, ставши членом його Політбюро. У 1978 Масум втік до Сирії.
У 1992 Масум став першим прем'єр-міністром Іракського Курдистану.
У 2002 Масум повернувся до Іраку Після вторгнення сил коаліції до Іраку у 2003 і падіння режиму Саддама Хусейна, Масум став членом курдської переговорної групи в Багдаді, в 2004 — головою, а в 2005 — членом Ради представників Іраку — нового парламенту, де два терміни поспіль — до 2010 року — очолював Коаліцію блоків Курдистану.

## Посада президента Іраку
24 липня 2014, в умовах конфлікту з ісламістами і після численних затримок, Фуад Масума було обрано президентом Іраку. За словами спікера Ради представників Саліма аль-Джабурі, свої кандидатури на посаду президента висунули 93 людини. Але, після угоди курдських партій, Масум, як єдиний кандидат, був обранийпереважною більшістю, так як за його кандидатуру проголосували 211 з 228 депутатів. Масум відомий як тихий і помірний політик, що підтримує добрі відносини з сунітами і шиїтами.

## Особисте життя
Одружений з Ронак Мустафа Абдул Вахід. У них п'ятеро дочок: Ширін, Зоза, Шилан, Вейян і Джувал — міністерка телекомунікацій в перехідному уряді Іраку. Син Шува помер у дитинстві.